# Disciple
Disciple je řadič disketových jednotek pro počítače Sinclair ZX Spectrum vyvinutý britskou společností Miles Gordon Technology. K řadiči je možné připojit jednu nebo dvě disketové jednotky. Dále řadič obsahuje paralelní port, dva porty pro joysticky a podporu pro počítačovou síť. Řadič byl později uveden ve verzi bez počítačové sítě a portů pro joysticky jako +D.
Pro uživatele řadičů Disciple a +D vycházely oficiální časopis Format a konkurenční časopis Network.

## Popis řadiče
Podobně jako ZX Interface 1, Disciple obsahuje vlastní ROM, která se v případě potřeby připojí místo ROM počítače a přidává nové příkazy pro ovládání jednotlivých zařízení (viz Rozšířená syntaxe Sinclair BASICu). Operační systém je pojmenován jako GDOS. Kromě nové syntaxe je možné používat i příkazy pro ZX Interface 1.
Při práci v síti je možné použít jednu stanici typu Master, až osm stanic typu Assistant a až 52 stanic typu Pupil. Stanice typu Pupil mají připojeny pouze řadič, ale už ne disketové mechaniky a tiskárnu. Typ stanice je rozeznávám podle jejího čísla. Stanice typu Master má vždy přiřazeno číslo 1, stanice typu Assistant mohou mít přiřazená čísla 2 – 9 a stanice typu Pupil mohou mít přiřazena čísla 10 – 63. Ovládání paralelního portu se provádí pomocí standardních příkazů LPRINT a LLIST.
Konektory pro joysticky jsou kvůli lepší přístupnosti umístěny každý na jedné straně řadiče. Pravý joystick funguje jako Sinclair joystick a Kempston joystick současně, levý joystick funguje pouze jako Sinclair joystick.

## Technické informace
Řadič ke svojí činnosti využívá port 27, 31, 59, 91, 123, 155, 187, 219, 251 a 254. Jejich význam je uveden v následující tabulce:
| desítkově | šestnáctkově | význam                                                                                             |
| 27        | 1B           | příkazový/stavový registr řadiče                                                                   |
| 91        | 5B           | registr stopy řadiče                                                                               |
| 155       | 9B           | registr sektoru řadiče                                                                             |
| 219       | DB           | datový registr řadiče                                                                              |
| 31        | 1F           | systémový port (výběr aktivní disketové mechaniky, BUSY a STROBE tiskárny, síť), Kempston joystick |
| 59        | 3B           | |
| 123       | 7B           | |
| 187       | BB           | stránkování paměti                                                                                 |
| 251       | FB           | data tiskárny                                                                                      |
| 254       | FE           | Sinclair joysticky                                                                                 |